# Étouvans
Étouvans – miejscowość i gmina we Francji, w regionie Burgundia-Franche-Comté, w departamencie Doubs.
Według danych na rok 1990 gminę zamieszkiwało 760 osób, a gęstość zaludnienia wynosiła 116 osób/km² (wśród 1786 gmin Franche-Comté Étouvans plasuje się na 217. miejscu pod względem liczby ludności, natomiast pod względem powierzchni na miejscu 677.).